# Katharina Schulze

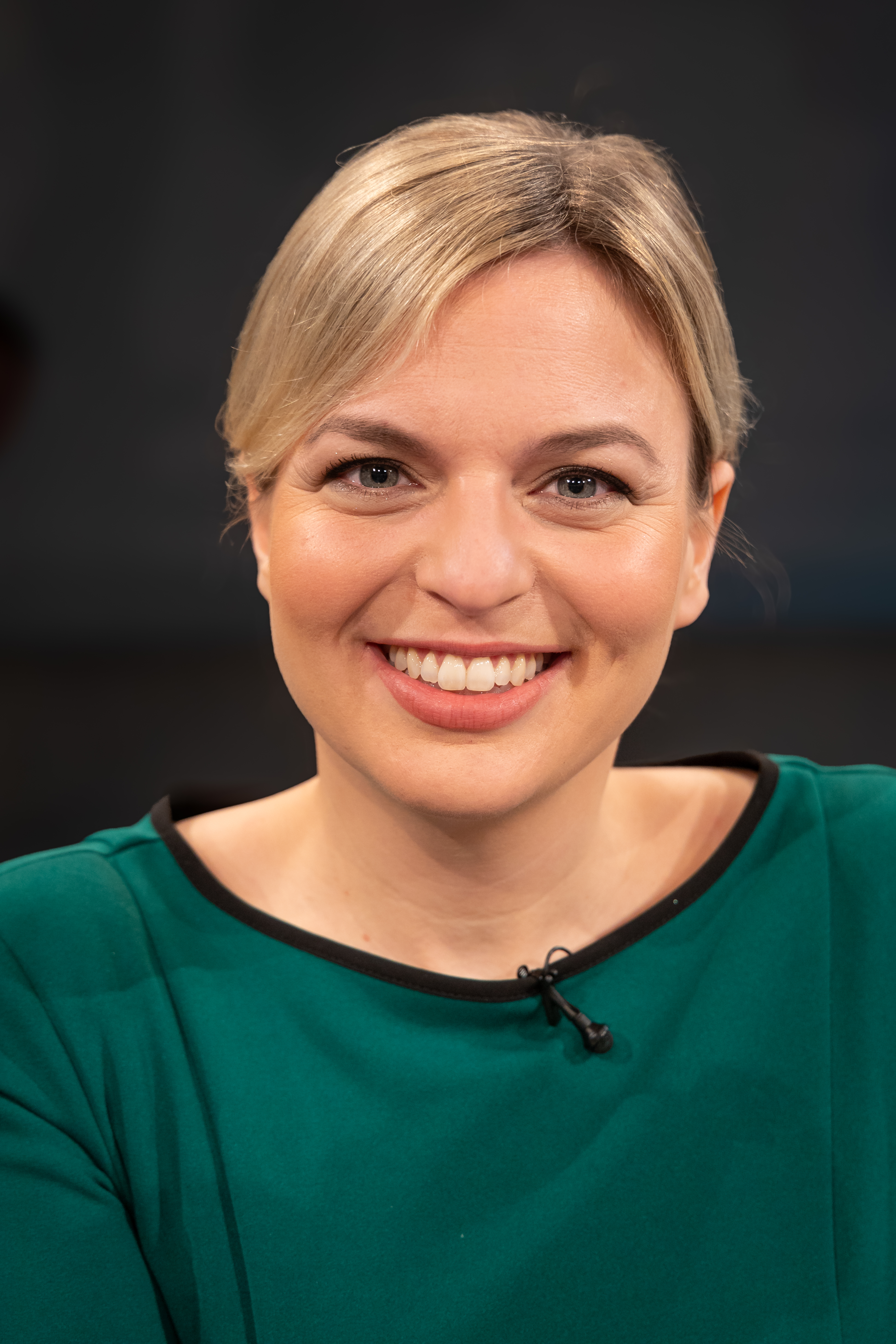
Katharina Schulze (2024)

Katharina Elisabeth „Katha“ Schulze (* 20. Juni 1985 in Freiburg im Breisgau) ist eine deutsche Politikerin (Bündnis 90/Die Grünen) und seit 2013 Mitglied des Bayerischen Landtags. Zu den Landtagswahlen 2018 und 2023 war sie gemeinsam mit Ludwig Hartmann Spitzenkandidatin der bayerischen Grünen und anschließend – bis 2023 zusammen mit Hartmann und seit 2023 alleine – Fraktionsvorsitzende der Grünen im bayerischen Landtag. In der 18. Wahlperiode (2018–2023) war sie zusammen mit Hartmann Oppositionsführer im Bayerischen Landtag.

## Leben und Beruf
Aufgewachsen ist Schulze in Herrsching am Ammersee. Ihr Abitur legte sie im Juni 2005 am Christoph-Probst-Gymnasium in Gilching ab, wo sie auch Schülersprecherin war. In ihrer Jugend war Schulze Handballspielerin auf der Position der Kreisläuferin. Sie studierte von Oktober 2005 bis 2011 an der Ludwig-Maximilians-Universität München Interkulturelle Kommunikation, Politikwissenschaft und Psychologie. Von August bis Dezember 2008 absolvierte sie ein Auslandstrimester an der University of California, San Diego, und machte ein Praktikum bei der Demokratischen Partei in Michigan. Ihr Studium schloss sie 2011 mit dem Titel Magister artium der Politikwissenschaft ab. Während des Studiums arbeitete Katharina Schulze laut eigenen Angaben für verschiedene Unternehmen und gemeinnützige Organisationen, u. a. Siemens, Kienbaum, Ärzte der Welt, InWEnt – Internationale Weiterbildung.
Von Februar 2012 bis September 2013 war sie bei der Gesellschaft für ökologische Forschung (GöF) in München für Öffentlichkeitsarbeit zuständig. Zudem arbeitete sie in der Zeit auch als wissenschaftliche Mitarbeiterin in Teilzeit für die Grüne-Landtagsabgeordnete Theresa Schopper sowie als interkulturelle Trainerin. In der Zeit von 2016 bis 2019 absolvierte sie neben ihrer Abgeordnetentätigkeit den Studiengang Executive Master of Business Administration an der Technischen Universität München.

## Politische Tätigkeit

### Grünenpolitikerin seit 2008

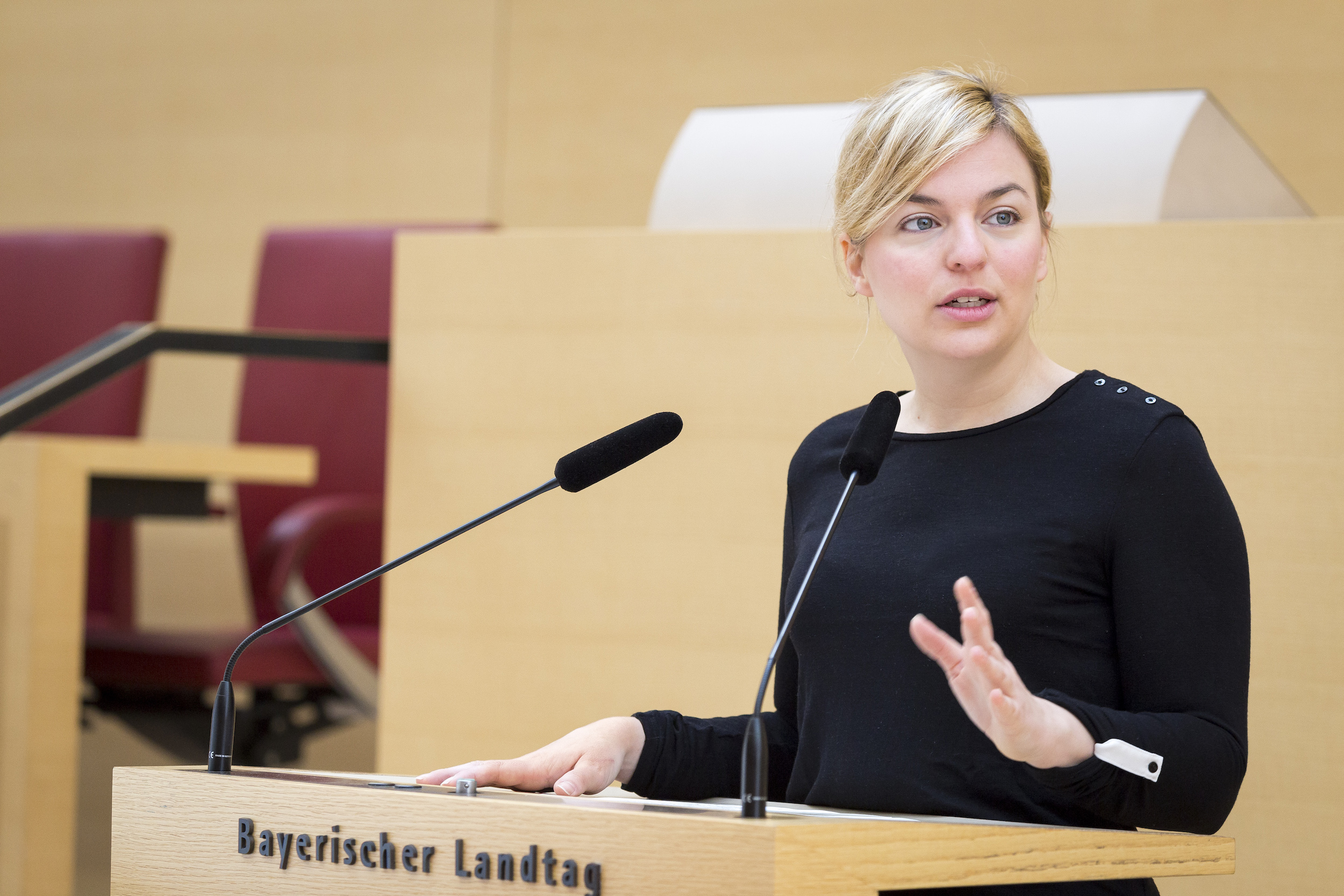
Katharina Schulze im Bayerischen Landtag 2017

Katharina Schulze trat 2008 der Grünen Jugend bei. Dort engagierte sie sich insbesondere im Bereich Umwelt- und Klimaschutz, aber auch in Genderpolitik. Sie war von Januar 2009 bis Januar 2011 Sprecherin der Grünen Jugend München.
Von November 2009 bis Oktober 2014 war sie Mitglied im Parteirat der bayerischen Grünen und gestaltete dort anstehende Wahlkämpfe und die Strukturreform der Landespartei mit. Von November 2010 bis Mai 2015 war sie Vorsitzende der Grünen in München und konzentrierte sich dabei insbesondere auf die Strukturreform des grünen Kreisverbandes, die Organisation von sechs Wahlkämpfen, die Münchner Stadtpolitik und die Organisation und Teilnahme an den Bürgerentscheiden zur 3. Startbahn und NOlympia.
Bei der bayerischen Landtagswahl am 15. September 2013 wurde sie erstmals in den Landtag gewählt. Sie erreichte als Direktkandidatin im Stimmkreis München-Milbertshofen 13,6 % der Erststimmen und lag damit hinter den Kandidatinnen Mechthilde Wittmann (CSU, 32,3 %) und Ruth Waldmann (SPD, 33,8 %). Nach dem fünften Platz auf der grünen Liste für den Wahlkreis Oberbayern landete sie mit den Gesamtstimmen schließlich auf dem siebten Platz, womit sie den Einzug in den Landtag schaffte. Katharina Schulze war bei der konstituierenden Sitzung des 17. Bayerischen Landtags am 7. Oktober 2013 zusammen mit Judith Gerlach (CSU) als eine der beiden jüngsten Abgeordneten Schriftführerin. Im 17. Bayerischen Landtag war sie stellvertretende Vorsitzende und Sprecherin für Inneres, Sport und Strategien gegen Rechtsextremismus der grünen Fraktion im Bayerischen Landtag. Sie vertrat die Fraktion im Ausschuss für kommunale Fragen, Innere Sicherheit und Sport sowie im Ausschuss für Verfassung, Recht und Parlamentsfragen, außerdem im Kuratorium der Hochschule für Politik München (HfP), im HfP Reformbeirat, im Beirat der Stiftung Bayerisches Amerikahaus gGmbH und im Landessportbeirat sowie dem Parlamentarischen Kontrollgremium. Zudem war sie stellvertretendes Mitglied der Richter-Wahl-Kommission und im IuK-Beirat Im Februar 2017 wurde sie zur Vorsitzenden der Landtagsfraktion als Nachfolgerin von Margarete Bause gewählt. Seit ihrer Wahl zur Fraktionsvorsitzenden ist Katharina Schulze Mitglied im Landesausschuss des bayerischen Landesverbandes der Grünen. Dieses Gremium koordiniert die politischen Aktivitäten des Landesverbandes und berät und unterstützt den Landesvorstand der Partei.
2018 wurde Katharina Schulze von ihrer Partei in einer bayernweiten Urwahl ohne Gegenkandidatin mit 89,25 % zur Spitzenkandidatin mit Ludwig Hartmann für die bayerischen Landtagswahl 2018 gewählt. Sie war auf der grünen Liste für den Wahlkreis Oberbayern auf Platz Nr. 1. Bei der Wahl am 14. Oktober 2018 errang sie in ihrem Stimmkreis München-Milbertshofen mit 34,9 % das Direktmandat. Sie wurde nach der Konstituierung des 18. Bayerischen Landtags erneut zur Vorsitzenden zusammen mit Ludwig Hartmann der grünen Fraktion gewählt. Sie ist Mitglied des Ausschusses für Kommunale Fragen, Innere Sicherheit und Sport sowie im Reformbeirat der Hochschule für Politik München und im Beirat der Stiftung Bayerisches Amerikahaus gGmbH. Zudem ist sie stellvertretende Vorsitzende des Parlamentarischen Kontrollgremiums und der G 10-Kommission. Außerdem ist sie stellvertretendes Mitglied im Stiftungsrat der Bayerischen Forschungsstiftung.
Im November 2019 wurde Schulze in den Parteirat der Grünen gewählt.
Im Januar 2020 hob der Landtag Schulzes Immunität auf, weil sie im September 2018 gegenüber Demonstranten einer NPD-Veranstaltung den „Stinkefinger“ gezeigt hatte. Das Verfahren wurde gegen Zahlung von 500 Euro an eine gemeinnützige Organisation ihrer Wahl eingestellt. Im Monat darauf erhielt sie für die Bezeichnung der AfD als faschistische Partei und deren Fraktion im Thüringer Landtag als Neonazis vom Präsidium des Bayerischen Landtags eine Rüge.
Bei der Landtagswahl in Bayern 2023 gewann Schulze in München-Milbertshofen mit 35,3 % der Stimmen erneut das Direktmandat.

## Politische Positionen

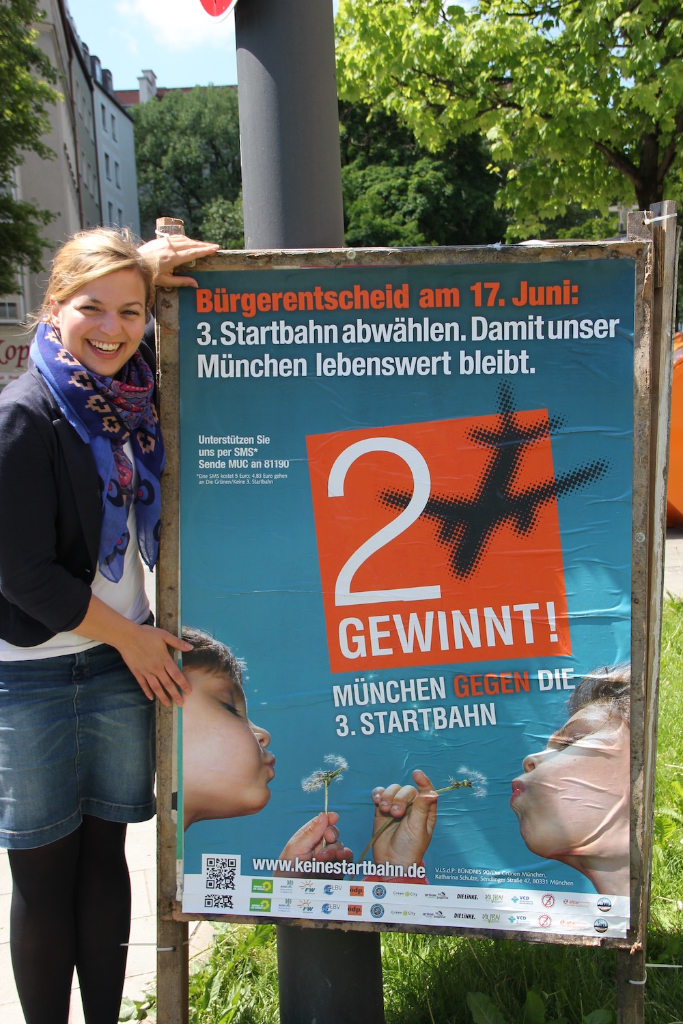
Katharina Schulze präsentiert das Plakat zum Bürgerentscheid 2012

### Innenpolitik
Schulze ist in der Landtagsfraktion mit Innenpolitik für ein Thema zuständig, „das nicht zum Markenkern ihrer Partei gehört, das aber in der Sorgenliste der Bevölkerung ganz oben steht“ und stellt die Wahrung der Bürgerrechte und den Kampf gegen Rechts in den Mittelpunkt. Sie fordert beispielsweise die Absenkung des Wahlalters auf 16 Jahre. Gleichzeitig sei bei staatlichem Handeln auch in Bayern mehr Transparenz nötig durch ein Transparenzgesetz, welches sie in der 17. Legislaturperiode in den Landtag eingebracht hat.
Sie vernetzt sich mit den Akteuren, fuhr Nachtschichten mit Streifenpolizisten und organisierte die ersten grünen Polizeikongresse.

### Digitalisierung
Schulzes Schwerpunkt als Fraktionsvorsitzende der Grünen im Bayerischen Landtag ist auch das Thema Digitalisierung. So bemängeln die Grünen im Bayerischen Landtag den schleppenden Infrastrukturausbau sowie die Ungeklärtheit wesentlicher Fragen der Digitalisierung.

### Engagement gegen die dritte Start- und Landebahn am Münchner Flughafen
Katharina Schulze ist seit 2011 die Sprecherin von München gegen die dritte Startbahn und trug dazu bei, dass der Bürgerentscheid gegen die dritte Startbahn am Flughafen München gewonnen wurde.

### Engagement gegen die Olympischen Winterspiele in München und Region 2018
Katharina Schulze ist seit 2010 die Sprecherin von NOlympia München, einem Aktionsbündnis, das sich gegen die Olympiabewerbung Münchens 2018 und 2022 engagierte. Sie kritisierte dabei insbesondere das intransparente IOC und das Streben von Kommerz und Profit anstatt eines Fokus auf den Menschen und den Sport selbst. In einem Bürgerentscheid 2013 sprachen sich sowohl in München als auch den drei weiteren betroffenen Kommunen Mehrheiten gegen eine erneute Bewerbung aus.

## Kontroversen

### „Trümmerfrauen“-Debatte in München 2013
Im Dezember 2013 verhüllte Katharina Schulze zusammen mit ihrem Kollegen Sepp Dürr temporär ein Denkmal am Marstallplatz in München, gewidmet „Den Trümmerfrauen und der Aufbaugeneration“ mit einem braunen Tuch, bedruckt mit der Aussage „Den Richtigen ein Denkmal, nicht den Alt-Nazis. Gegen Spaenles Geschichtsklitterung“. Die Aktion befeuerte eine heftige Debatte über die Aufbaugeneration in München.

### Reaktionen auf Urlaubsreise 2019
Katharina Schulze veröffentlichte im Januar 2019 in sozialen Medien ein Urlaubsfoto aus Kalifornien, das sie mit einer Portion Eiscreme in einem Einwegbecher und mit einem Plastiklöffel zeigte. Nutzer in sozialen Netzwerken kritisierten dies als widersprüchlich zu den umweltpolitischen Zielen von Bündnis 90/Die Grünen. Schulze selbst, Fraktionsvorsitzender Anton Hofreiter und die Pressestelle der Partei begegneten der Kritik an der Urlaubsreise damit, dass nicht Einzelpersonen, sondern Politiker in der Verantwortung stünden und es gesetzlicher Bedingungen für ökologischeres Reisen und Müllvermeidung bedürfe.

## Mitgliedschaften
Schulze ist Mitglied im Bund Naturschutz und Fördermitglied der Antifaschistischen Informations-, Dokumentations- und Archivstelle München e. V. (a.i.d.a.), des Handballsports Herrsching e. V., der Obama Foundation Alumni und des Kuratorium Stiftung Ambulantes Kinderhospiz München.

## Auszeichnungen
Im Oktober 2018 wurde sie vom Verband der Redenschreiber als „Beste Rednerin im Landtagswahlkampf“ ausgezeichnet. Im Januar 2019 gewann sie den Politikaward „Politische Kampagnen 2018“.

## Privates
Schulze ist seit 2019 mit Danyal Bayaz (Bündnis 90/Die Grünen) liiert, der seit Mai 2021 Finanzminister von Baden-Württemberg ist. Im Juni 2021 wurden Schulze und Bayaz Eltern eines Sohnes, im Juli 2022 heirateten sie. Im September 2024 folgte der zweite Sohn.

## Publikationen
- Mut geben, statt Angst machen. Droemer Knaur, München 2020, ISBN 978-3-426-27813-0.